# Kreuzwertheim (Kreuzwertheim)
Kreuzwertheim ist der Hauptort des Marktes Kreuzwertheim und Sitz der Verwaltungsgemeinschaft Kreuzwertheim. Er hat 2866 Einwohner.

## Geographie

### Lage
Der Ort liegt im Maintal am Rande des Spessarts gegenüber der baden-württembergischen Stadt Wertheim. Der Ort erstreckt sich an der Staatsstraße 2315. Vor dem Bau der Umgehungsstraße führte diese von der Bundesautobahn 3 her kommend als Lengfurter Straße von Nordosten in den Ort hinein. Sie führt heute zu einem Kreisverkehr nördlich des westlichen Teils des Orts, von wo sie nach Norden abknickt. Dort zweigt nach Süden der frühere Verlauf der Staatsstraße als Haslocher Straße in den Ort hinein. Vom selben Kreisverkehr führt nach Westen die Staatsstraße 508 über die Mainbrücke nach Baden-Württemberg, die dort nach Wertheim und von dort weiter zur Bundesstraße 27 bei Hardheim führt. Der topographisch höchste Punkt der Gemarkung befindet sich auf 294 m ü. NHN (Lage) beim Gemeindewald Auf der Sohl, der niedrigste liegt im Main auf 134 m ü. NHN (Lage).

### Nachbargemarkungen
Nachbargemarkungen im Uhrzeigersinn im Norden beginnend sind Wiebelbach, Unterwittbach, Trennfeld, Bettingen, Lindelbach, Urphar, Wertheim (mit den Stadtteilen Eichel/Hofgarten, Wertheim und Bestenheid) und Hasloch.

### Gewässer
Auf dem Gemarkungsgebiet münden der Wittbach im Osten und der Röttbach im Norden in den Main.

## Religion
Kreuzwertheim ist seit der durch das lokale Grafenhaus eingeführten Reformation protestantisch geprägt. Die ursprünglich katholische Dorfkirche „Zum Heiligen Kreuz“ ist seitdem ein evangelisch-lutherisches Gotteshaus. Daneben gibt es noch die katholische Pfarrei Heiligkreuz (Kirche Heilig Kreuz) und die Neuapostolische Kirche Kreuzwertheim.

## Verkehr
Der Betrieb der Bahnstrecke Lohr–Wertheim wurde am 1. Oktober 1881 durch die Bayerische Staatsbahn aufgenommen, 1,6 km der Strecke lagen auf badischem Gebiet. Der Personenverkehr wurde zwischen Lohr Stadt und dem Bahnhof Wertheim am 30. Mai 1976 eingestellt, die Trasse wurde abgebaut, auf ihr verläuft zum großen Teil der Maintalradweg. Die Eisenbahnbrücke bei Kreuzwertheim wurde 1984 abgebaut und 175 Kilometer weiter mainaufwärts bei Schweinfurt an der Bahnstrecke Kitzingen–Schweinfurt wiedererrichtet.